# Kirpan

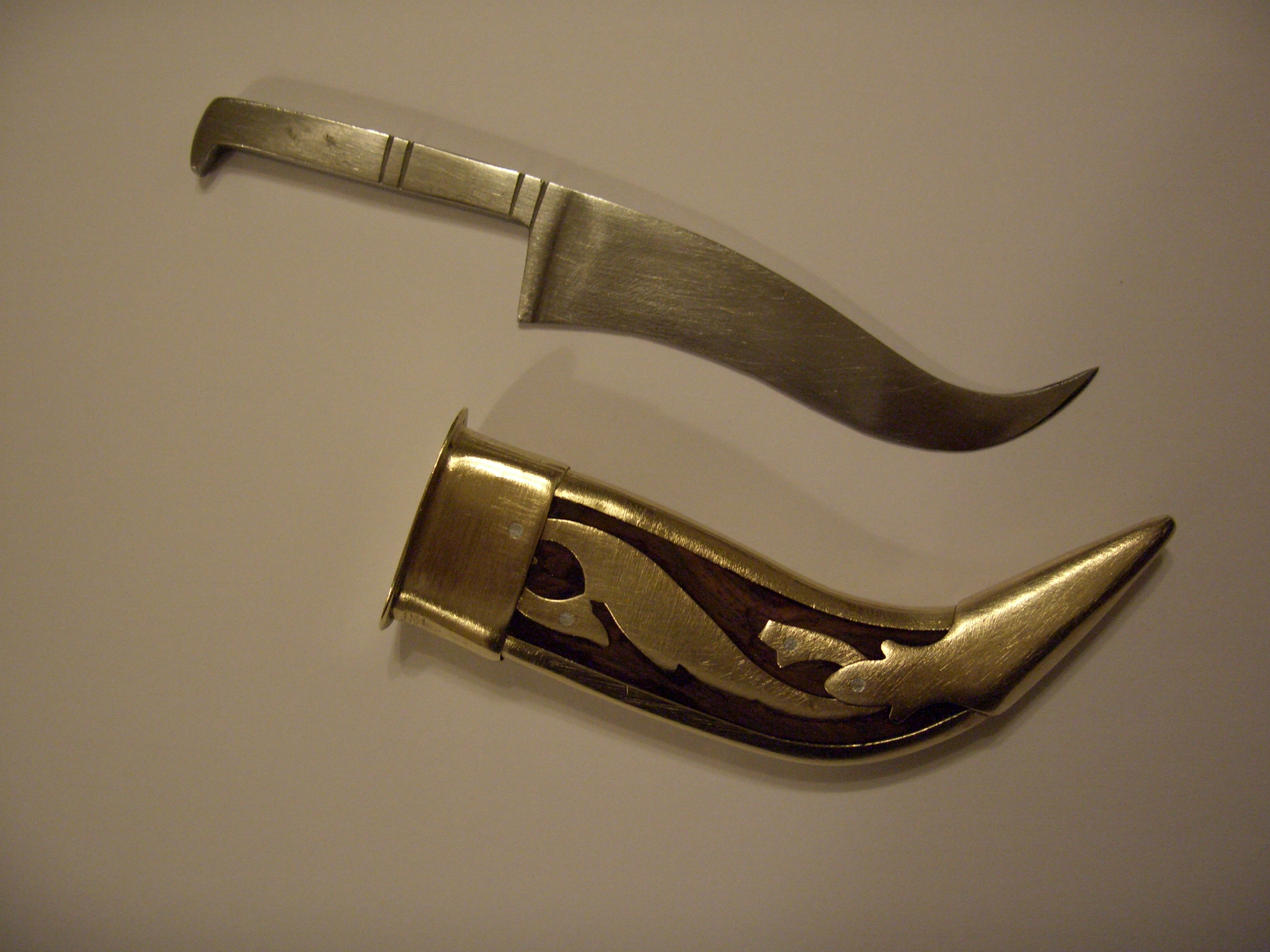
Mały, ceremonialny kirpan z pochwą

Kirpan (kɪərˈpɑːn; pendżabi: ਕਿਰਪਾਨ, kirpān) – krótki, zakrzywiony, jednosieczny miecz, lub częściej nóż o podobnym kształcie, noszony przez sikhów. Długość waha się od 90 do kilku-kilkunastu centymetrów, stąd krótsze wersje są klasyfikowane jako noże lub sztylety, aczkolwiek wielu sikhów uważa ten termin za niewłaściwy. Jest obowiązkowym elementem stroju khalsa ("czystego") sikha, jako jeden z pięciu K. 
Kirpan jest przede wszystkim symbolem religijnym, równie znaczącym jak krzyż dla chrześcijan, a nie bronią. Praktyka noszenia kirpanów została zapoczątkowana przez Guru Hargobinda (1595-1644), który zawsze nosił dwa miecze i ustanowił ideał sikha-żołnierza. Formalnie zaś w 1699 ostatni Guru Gobind Singh ustanowił sikhijski chrzest miecza (khanda di pahul), w którym kirpan odgrywa ważną rolę i po przejściu którego zainicjowany członek wspólnoty jest zobowiązany do jego noszenia.
Obowiązek noszenia przedmiotu będącego lub mogącego być bronią rodzi problemy prawne w niektórych krajach. Prawo brytyjskie zakazuje noszenia noży o ostrzu powyżej 3 cali, czyniąc jednak wyjątek dla względów religijnych. W sprawie noszenia zabronionej broni przez sikha, sąd stanu Nowy Jork uniewinnił oskarżonego, radząc równocześnie, by noszone kirpany były na stałe unieruchomione w pochwie, a zatem nie stanowiły efektywnej broni.